# Oribe Niikawa
Oribe Niikawa (新川 織部 Niikawa Oribe?), född 16 juli 1988 i Gifu prefektur, är en japansk före detta fotbollsspelare.
Niikawa började sin karriär 2007 i Nagoya Grampus Eight (Nagoya Grampus). 2010 flyttade han till FC Ryukyu. Han avslutade karriären 2011.